# Kesznyéten
Kesznyéten este un sat în districtul Tiszaújváros, județul Borsod-Abaúj-Zemplén, Ungaria, având o populație de 1.845 de locuitori (2011). 

## Demografie
Componența etnică a satului Kesznyéten
     Maghiari (77,1%)
     Romi (22,14%)
     Necunoscut (0,13%)
     Alții (0,62%)
Componența confesională a satului Kesznyéten
     Reformați (44,23%)
     Romano-catolici (18,1%)
     Fără religie (13,93%)
     Greco-catolici (3,58%)
     Necunoscută (19,73%)
     Atei (0,43%)
     Alte religii (0,92%)
Conform recensământului din 2011, satul Kesznyéten avea 1.845 de locuitori. Din punct de vedere etnic, majoritatea locuitorilor (77,1%) erau maghiari, cu o minoritate de romi (22,14%). Apartenența etnică nu este cunoscută în cazul a 0,13% din locuitori. Nu există o religie majoritară, locuitorii fiind reformați (44,23%), romano-catolici (18,1%), persoane fără religie (13,93%) și greco-catolici (3,58%). Pentru 19,73% din locuitori nu este cunoscută apartenența confesională.